# Contenido patrocinado (episodio de South Park)
«Contenido patrocinado» («Sponsored Content» como título original) es el octavo episodio de la decimonovena temporada de la serie animada South Park, y el episodio 265 en general, escrito y dirigido por el cocreador de la serie Trey Parker. El episodio se estrenó en Comedy Central el 18 de noviembre de 2015 en Estados Unidos, el episodio se basa en los anuncios de internet, publicidad nativa y los clickbait.

## Argumento
El Director PC está extremadamente enfadado porque uno de sus alumnos menciona la palabra "Retardado" que se utiliza en un artículo de opinión y esa palabra no estaba permitida en las normas políticamente correcta, la persona que se hace cargo de editar y publicar artículos en los periódicos escolares es Jimmy Valmer, él reunido con el Director PC en la oficina, cuenta que no tiene nada de malo usar la palabra retardado en uno de sus artículos, el Director PC se muestra preocupado por esa acción y decidió que cada artículo escolar que edita Jimmy sea supervisado antes de ser distribuido, Jimmy se opone a esta decisión porque no desea agregar publicidad en los artículos y sale a repartir periódicos escolares a cada hogar de South Park, incluida la casa de la fraternidad PC, donde el Director PC se siente más indignado por el contenido del periódico que menciona su política como retardada, entonces el director se reúne con los miembros PC para mencionar que sólo está defendiendo a los discapacitados y solicita protección.
El Sr. Stephen Stotch dialoga con su esposa y hace reseña de los artículos del periódico escolar, sintiéndose sorprendido ya que al fin podrá leer los temas que suceden a diario sin interrupciones publicitarias, como no lo podía hacer en periódicos digitales que siempre contenían anuncios publicitarios, más aún, dando clic en salir de un anuncio y volvía a aparecer, anuncios en todas partes, al final se sintió contento pero su esposa no puso atención porque se distraía con un teléfono inteligente. 
De vuelta a la oficina del Director PC, dialoga una vez más con Jimmy aseverando que él estaba confundido, Jimmy se niega y que realmente estaba confundido es el Director, para aclarar de una vez el asunto, el Director convoca a otro estudiante discapacitado llamado Nathan, que expresa la angustia al escuchar la palabra "retardado" pero en privado, Nathan admite a Jimmy que él cree que todos los cambios que ocurren en South Park no son una coincidencia y todos sabrán la verdad, por lo que podría haber una guerra. El noticiero del canal 4 hace reportaje a la ciudadanía de South Park sobre lo importante que es enterarse de artículos de los periódicos sin ser molestados por la publicidad. En un debate presidencial, Hillary Clinton es atacada personalmente por el Sr. Garrison y su compañera de fórmula Caitlyn Jenner, terminado el debate ambos se dirigen detrás del escenario y el Sr. Garrison se sorprende al ver a la Directora Victoria con un bastón en su mano derecha quien desea hablar con él.
El Director PC acoge una fiesta en su casa de fraternidad PC para las personas con discapacidad, entre ellos, Jimmy, Timmy Burch y otros, también estaban invitados chicos universitarios, quienes deseaban tener relaciones sexuales con mujeres presentes en la fiesta, Jimmy logra captar la conversación de un joven PC con una chica acerca de tener una relación extremaste, es ahí donde al día siguiente, Jimmy publica una nueva edición del periódico escolar con el título "PC revienta vaginas" causando una furia total al Director PC. 
Un representante de publicidad GEICO ofrece a Jimmy una suma de 26 millones de dólares para llevar su publicidad en súper noticias escolares, Jimmy rechaza la oferta manteniéndose firme en noticias sin anuncios, entonces el señor representante amenaza con un arma y disparar a él, advirtiendo que habrá una guerra, a continuación llega el oficial Barbrady con un arma en sus manos y disparó en la cabeza al señor representante, luego se lo lleva a Jimmy en su auto. Sharon recibió una copia del periódico escolar sintiéndose muy enfadada con Randy por el contenido sexual, y exigió que deje de asistir a la comunidad PC señalando que Randy ha cambiado y se ha vuelto muy matón desde que se unió a lo políticamente correcto.
Jimmy y el oficial Barbrady se reúnen con un grupo de personas dirigido por un hombre misterioso (visto en el episodio anterior "Naughty Ninjas"), estableciendo que los anuncios en línea se han vuelto más inteligentes, y ve a Jimmy que tiene la capacidad para distinguir entre una noticia y un anuncio, entonces Jimmy se somete a una prueba de contenido auspiciado y obtuvo el puntaje sobresaliente respondiendo correctamente en todas las imágenes entre anuncios y noticias destacando su labor, ahora el hombre misterioso pide a Jimmy investigar el comportamiento de su compañera Leslie que posiblemente sea un anuncio disfrazado de humano. El Director PC convoca una charla con sus miembros en la casa de la fraternidad de lo que toda la comunidad PC se sienten atacados por las noticias escolares. 
De vuelta en el salón de pruebas, se puede ver a Leslie hablar por primera vez en lo que va de la temporada y dialoga con Jimmy, ambos se dan cuenta de que las personas y el hombre misterioso que han estado hablando son ex-reporteros de noticias. La Directora Victoria dialoga con el Sr. Garrison y afirma que no ha sido despedida de la escuela primaria sino que ha sido reemplazada. El Director PC luego de todo el problema, decide dejar fuera a Jimmy Valmer y designa a Nathan como nuevo editor de noticias en periódicos. De vuelta a la sala de pruebas, Jimmy termina la conversación con Leslie y además identifica a Leslie como un anuncio en vez de un ser humano y el Director PC se muestra extremadamente sorprendido y con algo de temor al ver una publicidad que involucra a sí mismo y a Leslie. Mientras que el Sr. Garrison y la Directora Victoria retornan a South Park especialmente a la escuela primaria para recuperar sus cargos, con la ayuda de Caitlyn Jenner que vuelve a atropellar a los peatones.